# Museo del Efebo
El Museo del Efebo (en francés: Musée de l'Éphèbe) es un museo situado en Cap d'Agde (municipio de Agda), en el departamento de Hérault en Francia. Está dedicado a la arqueología submarina.

## Descripción
El museo fue construido en 1984 por el arquitecto Jean Le Couteur (también arquitecto de la estación de Cap d'Agde), alrededor de una antigua granja del siglo XVIII, el Mas de la Clape.
Ya había una presentación de objetos arqueológicos encontrados en el mar o en el río (ánforas, anclas, cerámicas...) en el Museo Agathois Jules Baudou o en el antiguo obispado de la ciudad. Pero en 1964, una pieza inusual fue descubierta en el río Hérault, al pie de la antigua ciudad, una estatua helenística de bronce de Alejandro Magno, conocida como «el Efebo de Agda» (siglo I a. C.) Para recibir esta obra emblemática (que pertenece al Estado), la ciudad de Agda tuvo que comprometerse, a petición del Ministerio de Cultura, a construir un nuevo equipamiento museográfico. Esto se hizo en el sitio de la estación de Cap d'Agde, construida en la década de 1970 como parte de la Misión interministerial conocida como la Misión Racine.
Hasta entonces expuesta en el Museo del Louvre, la estatua del Efebo fue instalada en su museo en mayo de 1987.
El museo fue premiado con la categoría de Musée de France en 2002.

## Colecciones
Incluyen cerca de 3000 objetos y lotes, resultado de excavaciones y estudios arqueológicos o descubrimientos fortuitos.4. Reflejando la posición geográfica de Agda en la encrucijada de las aguas, todos los objetos provienen del mar, el río o la laguna de Thau. Fueron recolectadas desde principios de los años 1960 en un entorno geográfico cercano y depositadas por el DRASSM, siendo el Estado el propietario de las colecciones.
Las colecciones van desde el final de la Edad del Bronce (siglo X a. C.) hasta el primer tercio del siglo XIX (naufragio de la corbeta Le Rhône, que encalló en 1836). Aunque el museo tiene la imagen de un museo de la Antigüedad, es de hecho un museo diacrónico, que abarca un período cronológico muy amplio y que toca una gran variedad de realidades históricas como la vivienda, el comercio, la arquitectura naval, los objetos de arte... Este amplio alcance histórico lo hace original entre los museos arqueológicos de Occitania, que a menudo son especializados.
Las colecciones del museo se enriquecen a través de excavaciones y depósitos.
Desde 2019, el museo exhibe algunos de los muebles de la excavación del  naufragio del Jeanne-Elisabeth un bergantín sueco que naufragó frente a la costa de Maguelone en 1755. Esta excavación, llevada a cabo por el DRASSM desde 2008, es sin duda la más exitosa y fructífera realizada en un pecio moderno en el Mediterráneo occidental. Entre los objetos extraídos del naufragio, se exhiben vajillas de barco, armas, efectos personales, accesorios y un gran cargamento de plata embarcado en Cádiz.
La visita al museo incluye:
- Departamento medieval y moderno: cerámica medieval (europea e islámica), armamento de la flota real y cargamentos de naufragios del siglo XII al XIX;
- el departamento antiguo: comercio marítimo (ánforas, vajilla, fragmento de pecio), la ciudad griega y el barco antiguo (arquitectura naval, anclas, vida a bordo), un mosaico del siglo I que ilustra una escena de la mitología grecorromana, «el juicio de Marsias»:[4]
- Departamento de bronces: el Efebo de Agda, bronce helenístico descubierto en el lecho del Hérault en 1964, fechado en el siglo II a. C.; un trípode de bronce etrusco del siglo V a. C.), un ala de la victoria y piezas excepcionales recientemente descubiertas: dos estatuas romanas (Cupido y un joven vestido con una túnica romana y que probablemente representen a Cesarión);[5] datados en el siglo I a. C.;[6] importante sección de protohistoria: el sitio de La Motte [7] (hábitat de la Edad del Bronce); bronces del sitio de Rochelongue (descubrimiento en 1964 por A. Bouscaras);[8]
- Sala de los inventores: la riqueza de otros descubrimientos submarinos en Agda y su región.

## Exposiciones
El museo organiza exposiciones temporales. Las más destacadas fueron las dedicadas a la Antigüedad egipcia: La gloire d'Alexandrie en 1998 (190 000 visitantes); Egypte, vision d'éternité en 1999(178.000 visitantes). Estas exposiciones «emblemáticas», que han movilizado considerables recursos, han contribuido en gran medida a la influencia del Museo y a forjar su imagen como museo de la Antigüedad.
El 12 de octubre de 2019, se inauguró una exposición dedicada a un barco sueco varado en Maguelone en 1755, el Jeanne Elisabeth.> Presenta los resultados de 10 años de excavaciones llevadas a cabo sobre este naufragio por el DRASSM.

## Galería

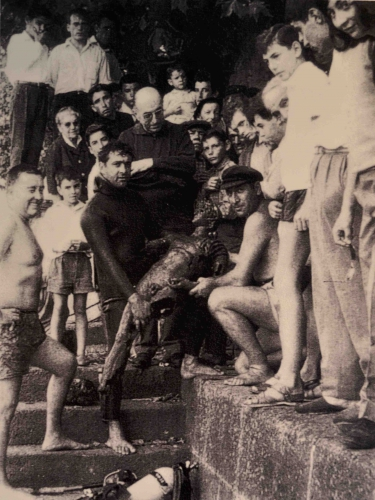
Levantamiento de la Estatua del Efebo el 13 de septiembre de 1964 por Jackie Fanjaud .
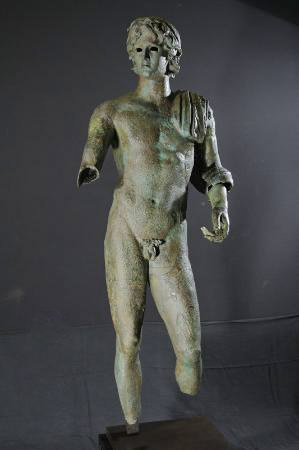
Estatua de bronce del Efebo, efigie de Alejandro Magno (¿siglo II a. C.?)
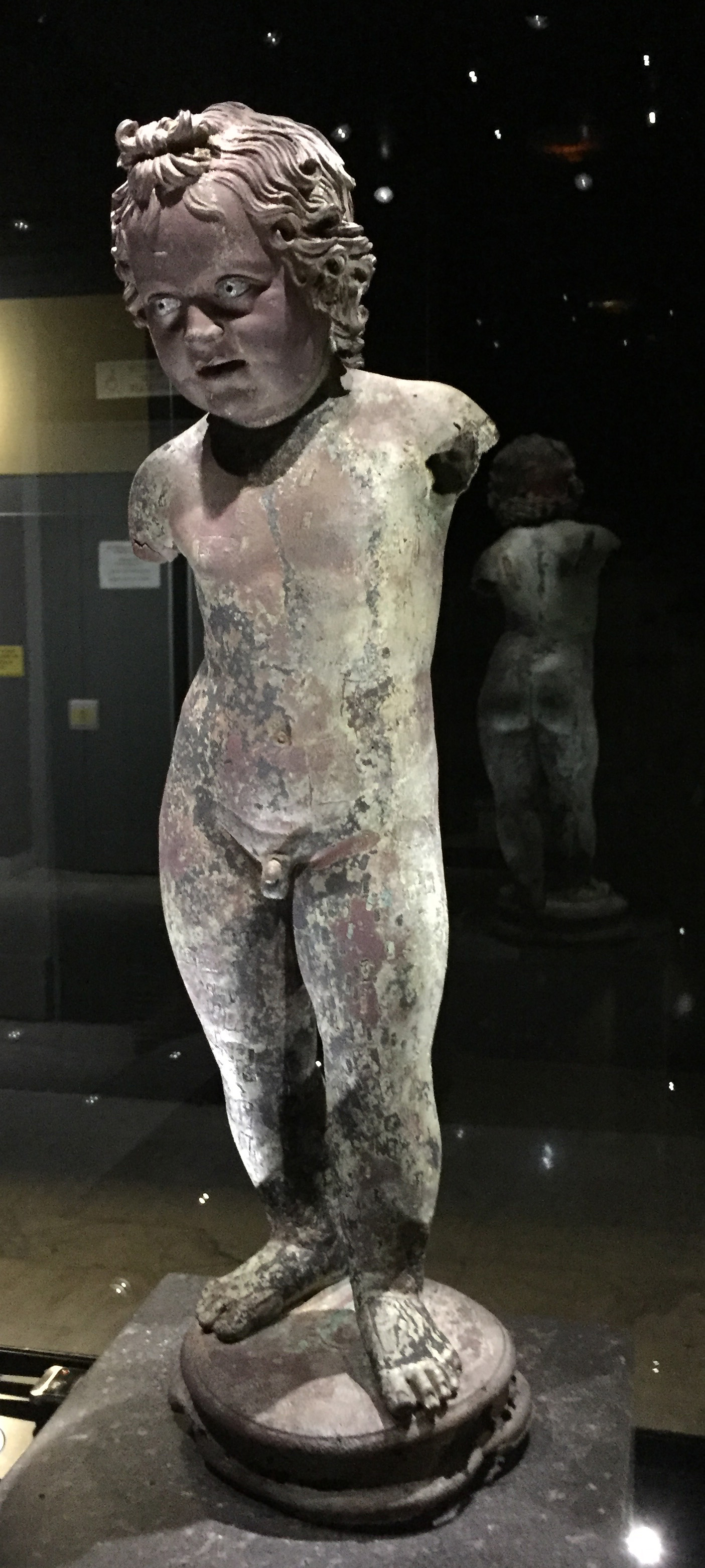
Eros, bronce, (siglo II a. C.-siglo I a. C.).
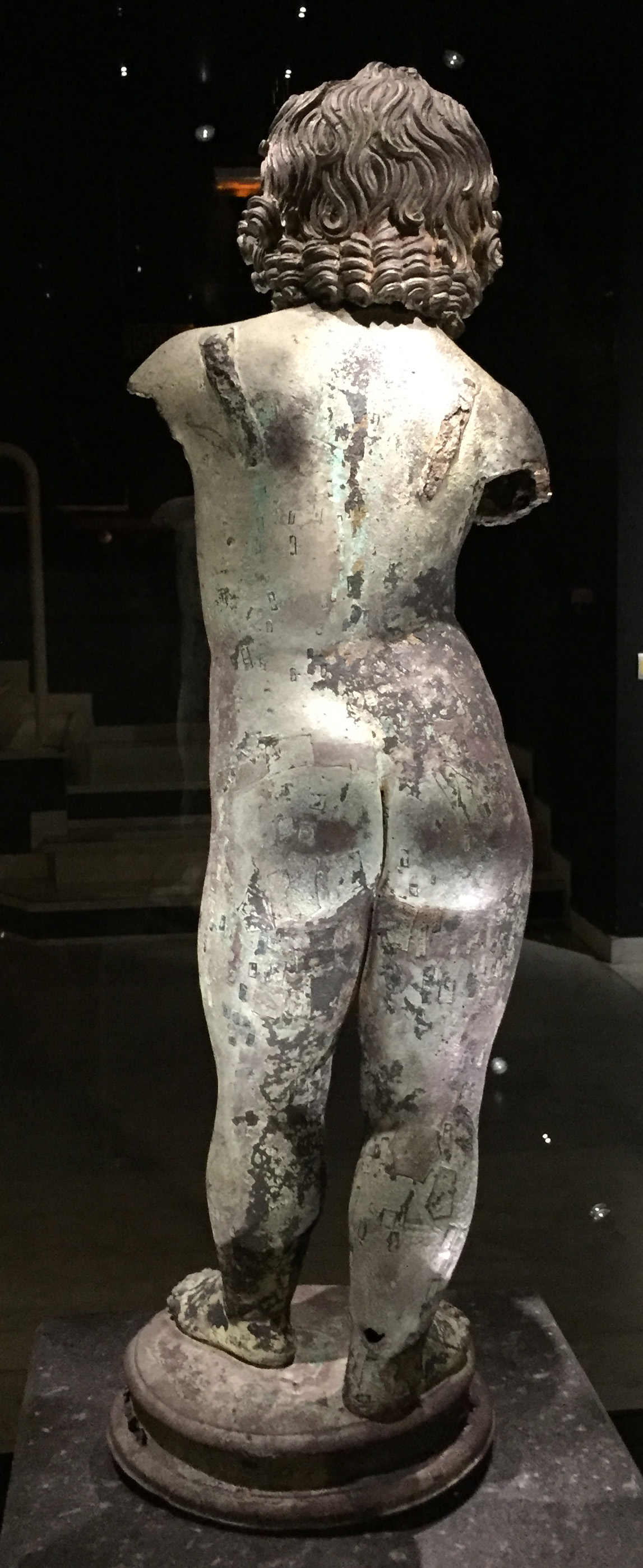
Eros, bronce. Vista trasera.
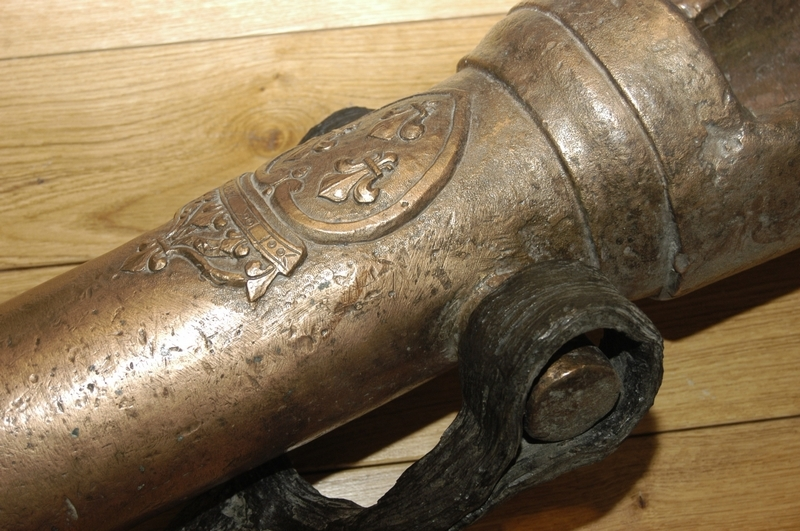
Piedra de bronce con los brazos de Luis XIII (primera mitad del siglo XVII), excavación del sitio de Brescou, cerca de Agda.
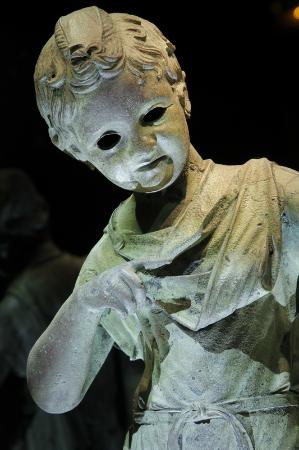
Estatua de bronce de un niño de la realeza (siglo I a. C.}-siglo I d. C.), tal vez Cesarión.
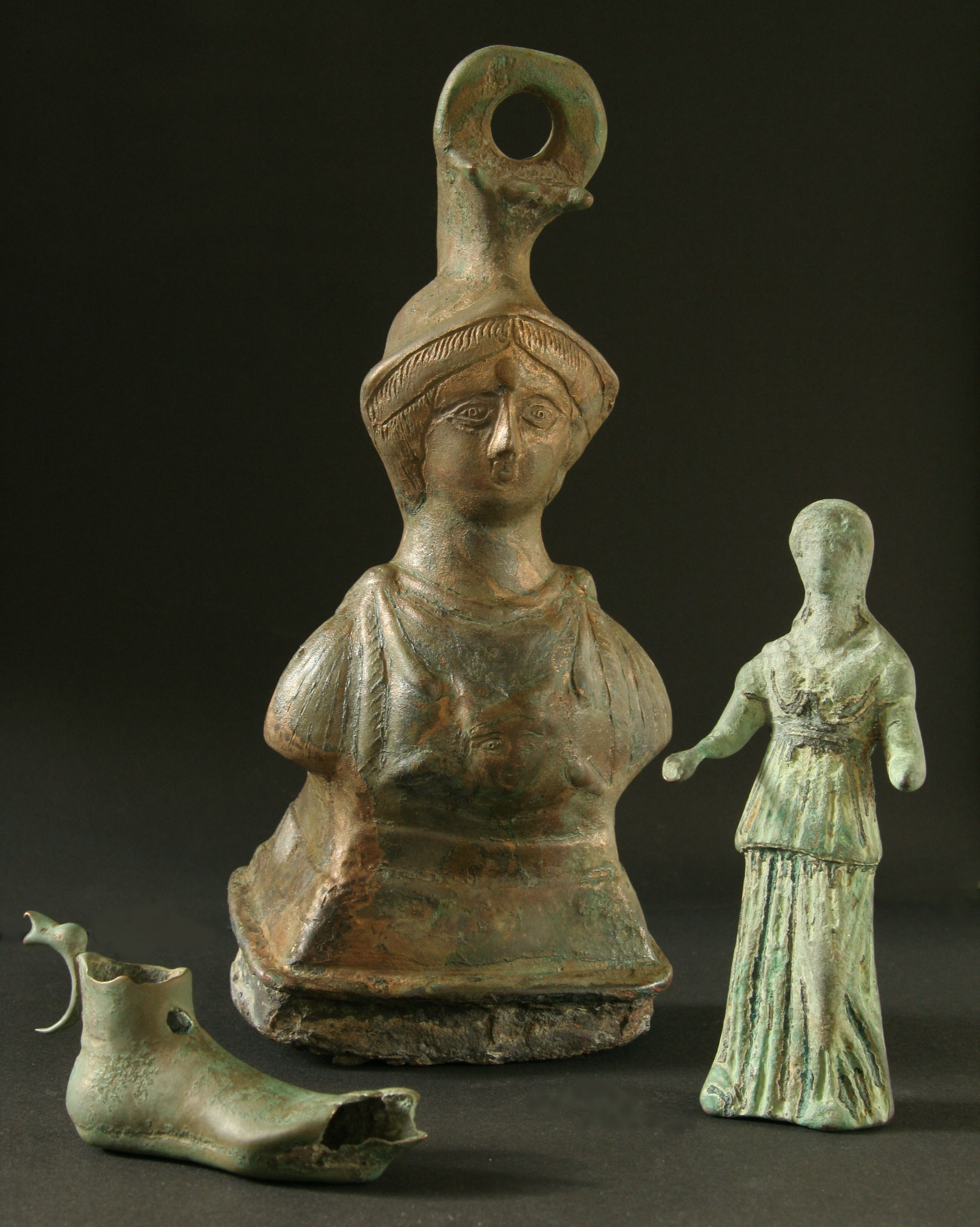
Tres objetos de bronce de antiguas colecciones: peso de balanza, lucerna en forma de pie, estatuilla de una figura femenina..
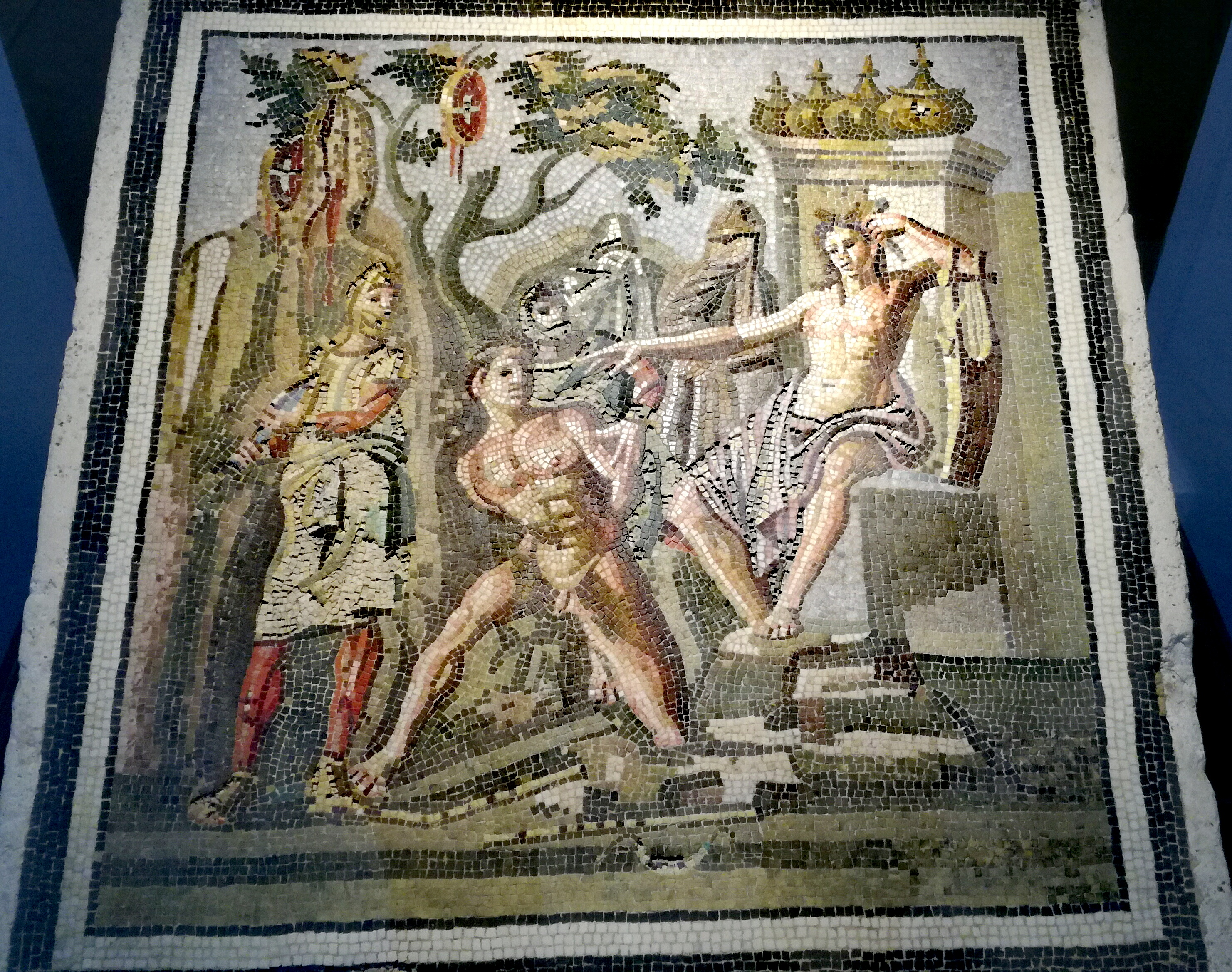
Emblema de mosaico: Apolo y Marsias (taller romano, siglo I a. C.)
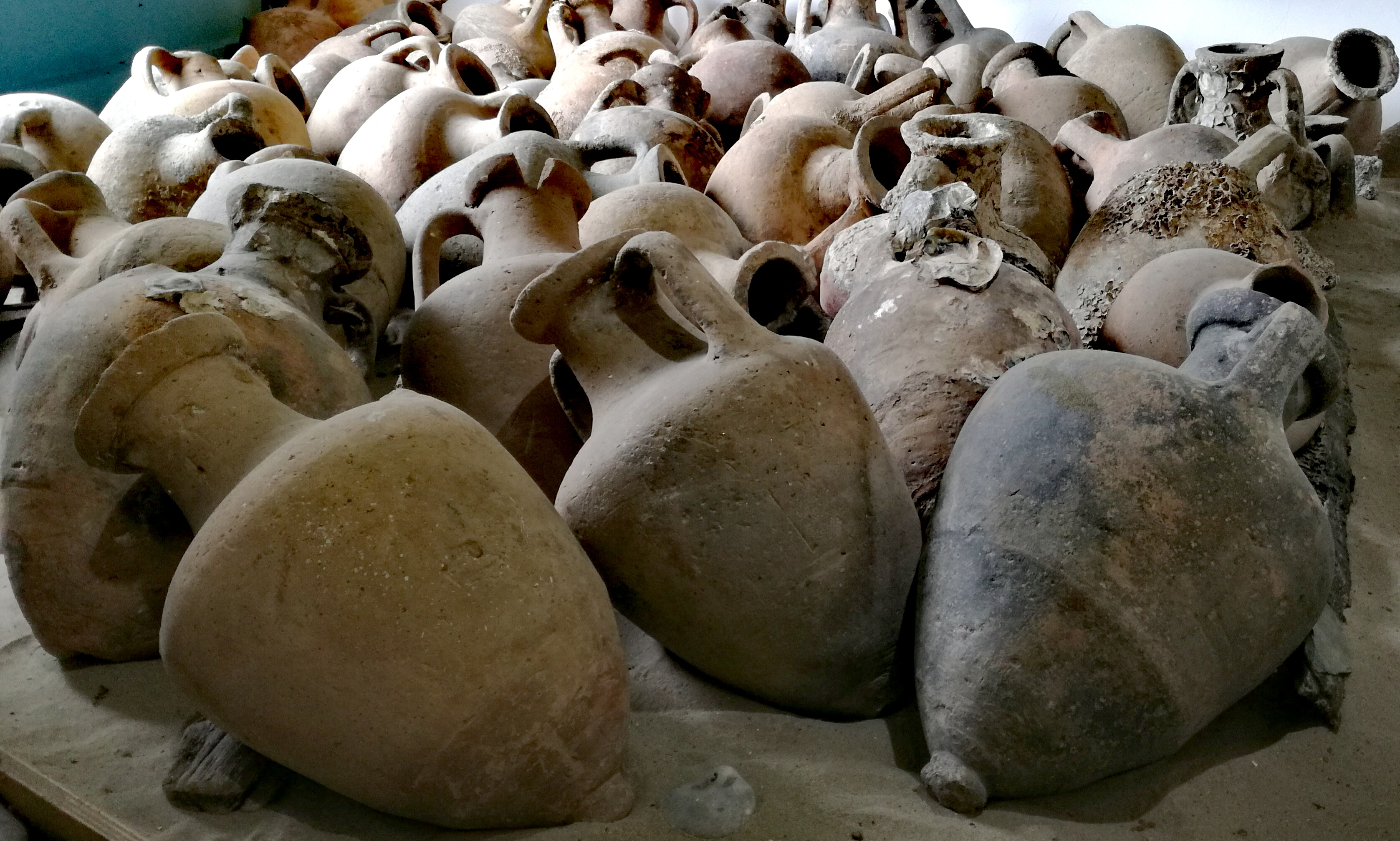
Reconstrucción de un cargamento de ánforas de Marsella (siglo VI a. C.-siglo II a. C.).
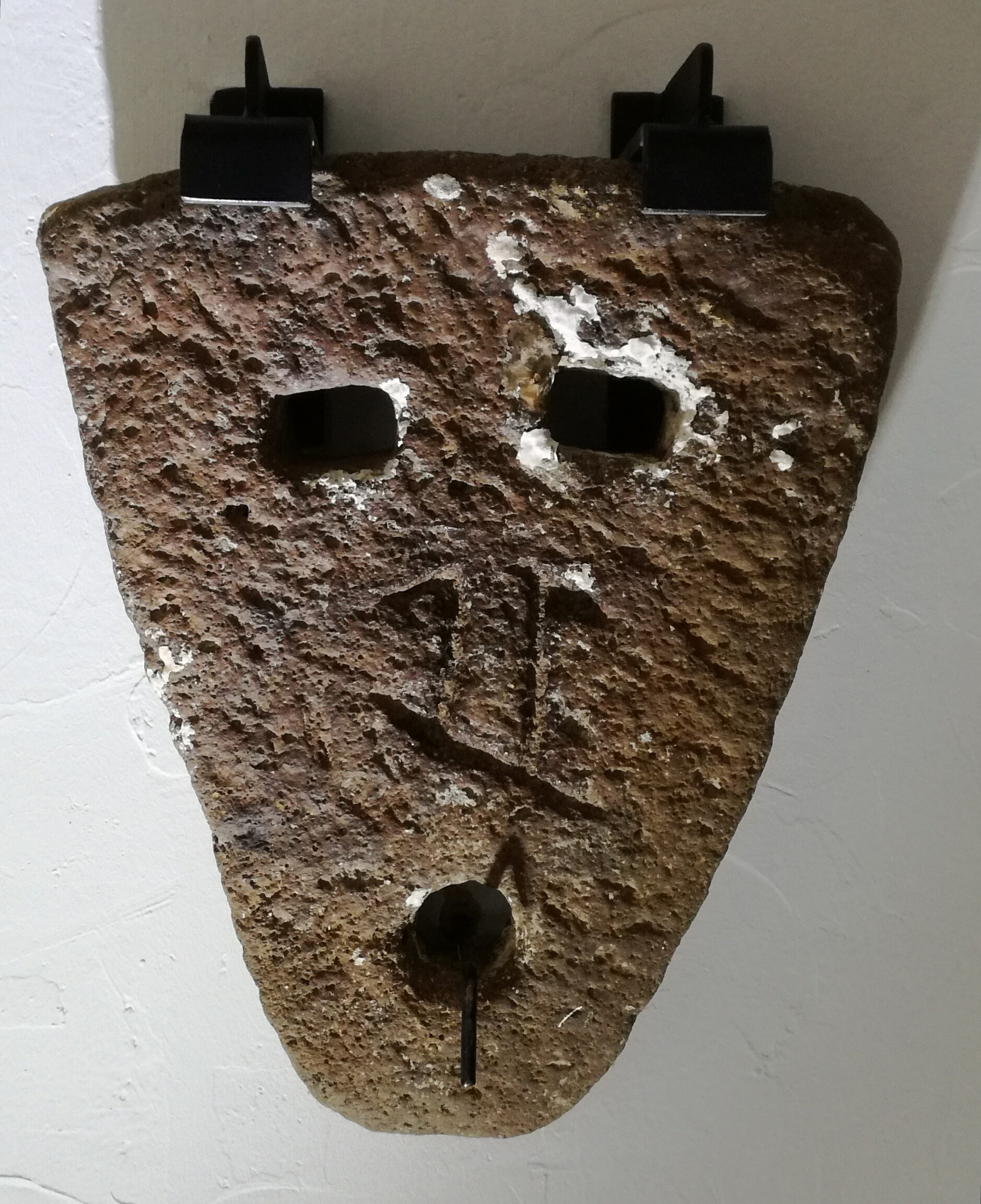
Ancla de piedra caliza con grabado en forma de pi (período antiguo).